# Tude
La Tude est une rivière du sud-ouest de la France, dans le département de la Charente (région Nouvelle-Aquitaine), sous-affluent de la Dordogne par la Dronne et l'Isle.

## Géographie
Elle prend sa source vers 150 mètres d'altitude sur la commune de Juillaguet, au nord-ouest du bourg, en bordure de la route départementale 123.
Elle arrose Montmoreau-Saint-Cybard et Chalais.
Elle conflue en rive droite de la Dronne, vers 25 mètres d'altitude, en limite des communes de Bazac et Médillac, près du moulin de Pommier.
Sa longueur est de 43,3 km.

## Hydrologie
Le 27 avril 1986, la station hydrologique de Médillac a enregistré un débit maximal journalier de 48,9 m3/s.

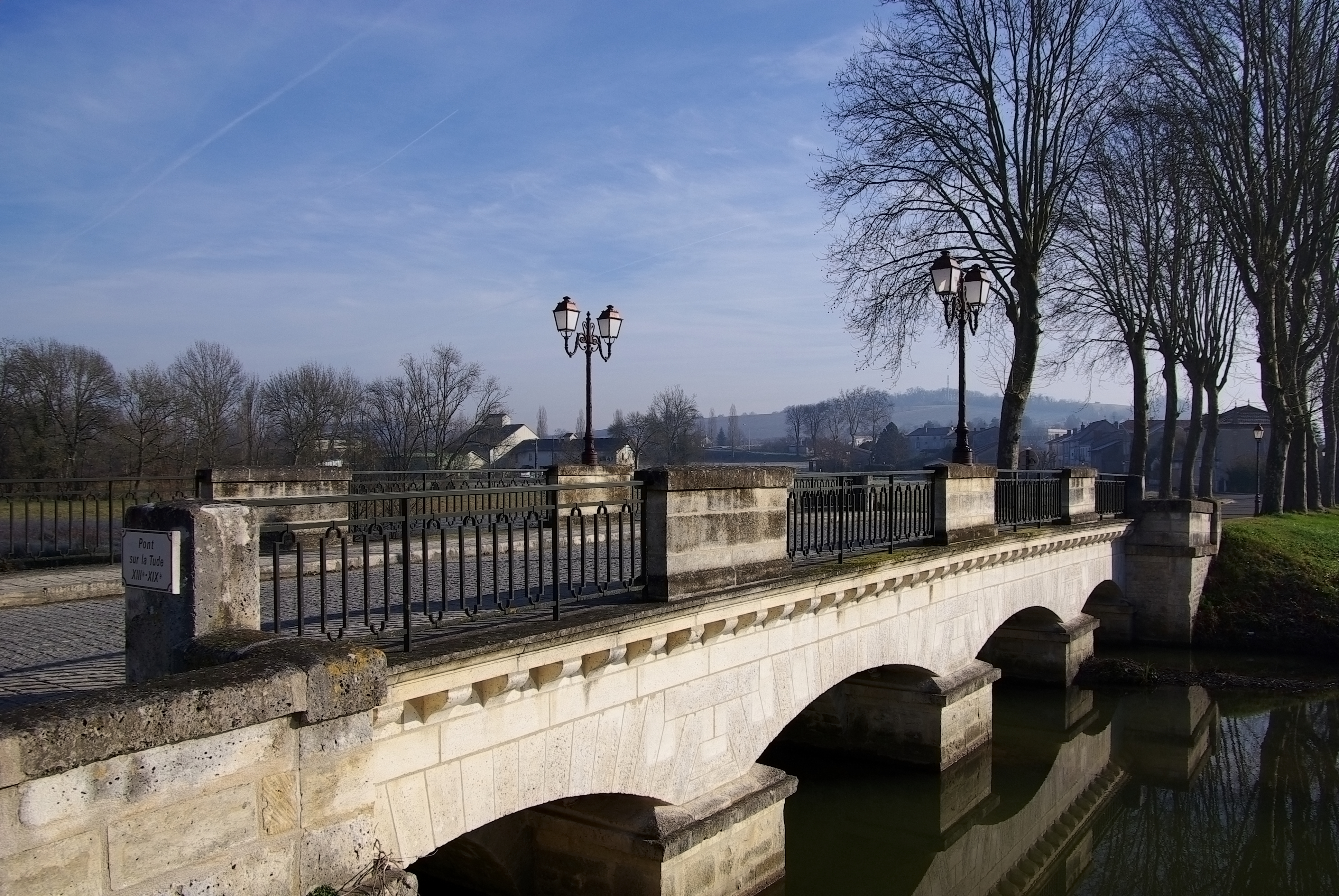
Le pont sur la Tude à Montmoreau.
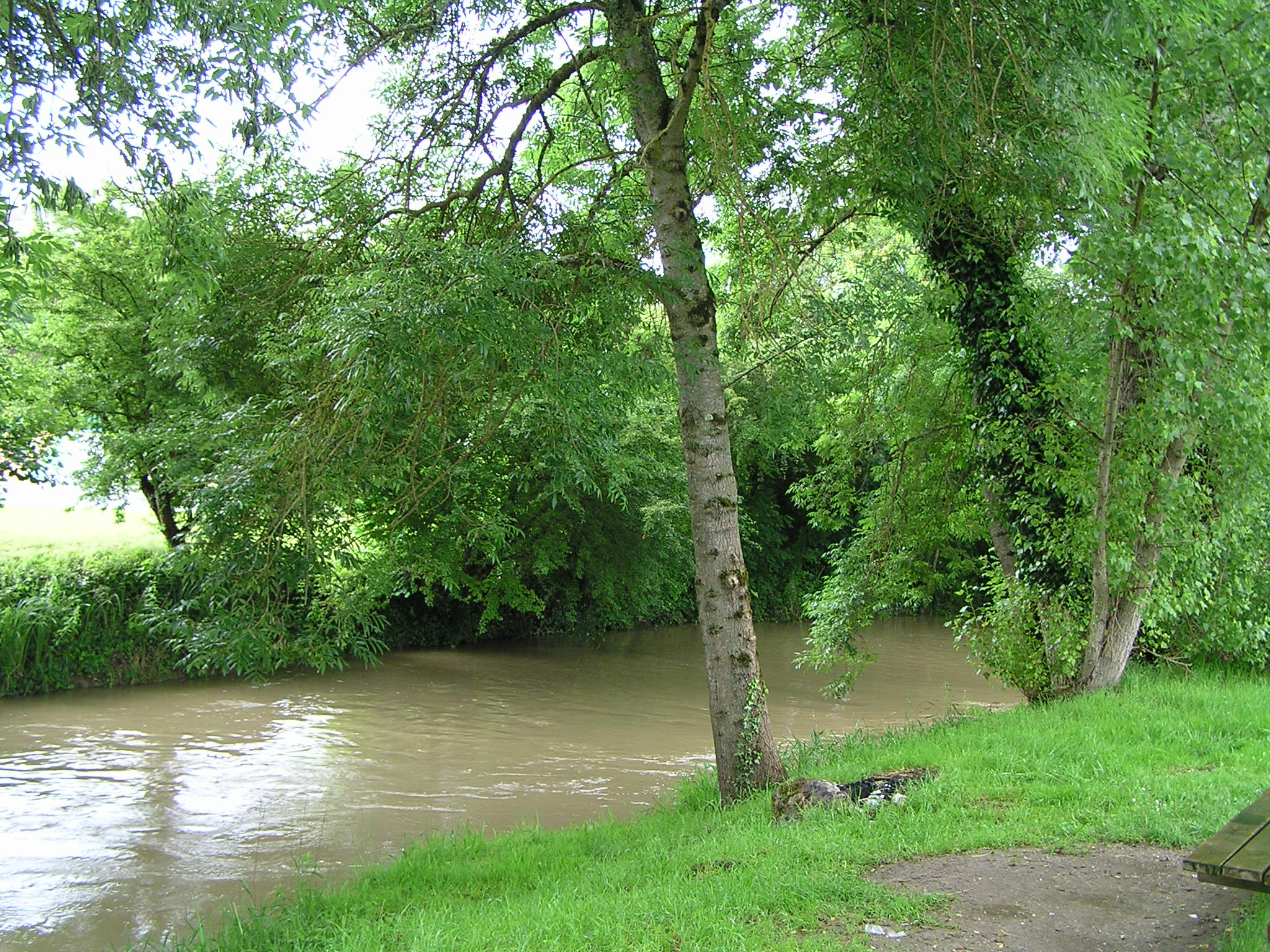
La Tude à Chalais.

## Affluents
Parmi ses 14 affluents répertoriés, les deux principaux se situent en rive droite :
- la Viveronne, longue de 11,5 km ;
- l'Argentonne, d'une longueur de 10,9 km.

## Départements, communes et cantons traversés
La Tude traverse 1 département, 19 communes et 4 cantons :
- Charente
  - Canton de Villebois-Lavalette :
    - Juillaguet (source)
    - Charmant
    - Ronsenac
    - Chavenat

  - Canton de Montmoreau-Saint-Cybard :
    - Aignes-et-Puypéroux
    - Montmoreau-Saint-Cybard
    - Saint-Amant
    - Saint-Laurent-de-Belzagot
    - Juignac
    - Bors

  - Canton d'Aubeterre-sur-Dronne :
    - Bellon

  - Canton de Chalais :
    - Montboyer
    - Courlac
    - Orival
    - Chalais
    - Saint-Avit
    - Rioux-Martin
    - Bazac (confluence)
    - Médillac (confluence)

## Hydronymie
Les formes anciennes sont fluvium Tuda en 944, in riperia de la Tuda, aquam de Tuda vers 1300.

## Environnement

### Natura 2000
Le site Vallée de la Tude est identifié dans le réseau Natura 2000 comme site important pour la conservation d'espèces animales européennes menacées. Il s'étend sur 1 557 hectares le long des vallées de la Tude et de sept affluents de tête de bassin, dont  le ruisseau de l'Eau Morte, le ruisseau de l'Étang Gouyat (ou le Ribéral), la Gace, la Gaveronne (ou la Planche), le ruisseau de Landuraud et la Velonde.
Il concerne le territoire de quatorze communes (Bazac, Bellon, Bors, Chalais, Courgeac, Courlac, Juignac, Médillac, Montboyer, Orival, Rioux-Martin, Ronsenac, Saint-Avit, Saint-Martial), ainsi que sur celui de sept anciennes communes charentaises : Charmant, Chavenat et Juillaguet intégrées à la commune nouvelle de Boisné-La Tude depuis 2016, ainsi que Aignes-et-Puypéroux, Montmoreau-Saint-Cybard, Saint-Amant-de-Montmoreau  et Saint-Laurent-de-Belzagot intégrées à la commune nouvelle de Montmoreau depuis 2017.
Seize espèces animales inscrites à l'annexe II de la directive 92/43/CEE de l'Union européenne y ont été répertoriées.
- un amphibien : le Sonneur à ventre jaune (Bombina variegata) ;
- un crustacé, l'Écrevisse à pattes blanches (Austropotamobius pallipes) ;
- six insectes : l'Agrion de Mercure (Coenagrion mercuriale), le Cerf-volant (mâle) ou la Grande biche (femelle) (Lucanus cervus), la Cordulie à corps fin (Oxygastra curtisii), le Cuivré des marais (Lycaena dispar), le Damier de la succise (Euphydryas aurinia) et le Gomphe de Graslin (Gomphus graslinii) ;
- cinq mammifères : la Loutre d'Europe (Lutra lutra) et le Vison d'Europe (Mustela lutreola), et trois chauves-souris : la Barbastelle d'Europe (Barbastella barbastellus), le Murin à oreilles échancrées (Myotis emarginatus) et le Petit rhinolophe (Rhinolophus hipposideros) ;
- deux poissons : le Chabot fluviatile (Cottus perifretum) et la Lamproie de Planer (Lampetra  planeri) ;
- un reptile : la Cistude (Emys orbicularis).

Vingt-six autres espèces animales importantes y ont été recensées dont quatorze sont concernées par l'annexe IV de la directive habitats.

### ZNIEFF
Sur un périmètre quasi identique à celui du site Natura 2000 ci-dessus, les vallées de la Tude et de plusieurs affluents de sa tête de bassin font partie de la zone naturelle d'intérêt écologique, faunistique et floristique (ZNIEFF) de type II nommée « Vallées de la Nizonne, de la Tude et de la Dronne en Poitou-Charentes »,.
Vingt-deux espèces déterminantes d'animaux y ont été répertoriées :
- un amphibien : la Rainette verte (Hyla arborea) ;
- un crustacé, l'Écrevisse à pattes blanches (Austropotamobius pallipes) ;
- cinq insectes dont trois lépidoptères : l'Azuré de la sanguisorbe (Phengaris teleius), le Cuivré des marais (Lycaena dispar) et le Fadet des laîches (Coenonympha oedippus) et deux odonates : l'Agrion de Mercure (Coenagrion mercuriale) et la Cordulie à corps fin (Oxygastra curtisii) ;
- sept mammifères : la Loutre d'Europe (Lutra lutra) et le Vison d'Europe (Mustela lutreola), ainsi que cinq chauves-souris : le Murin à moustaches (Myotis mystacinus), l'Oreillard roux (Plecotus auritus), la Pipistrelle de Kuhl (Pipistrellus kuhlii), le Petit rhinolophe (Rhinolophus hipposideros) et la Sérotine commune (Eptesicus serotinus) ;
- quatre oiseaux : l'Alouette lulu (Lullula arborea), le Martin-pêcheur d'Europe (Alcedo atthis), le Milan noir (Milvus migrans) et le Tarier des prés (Saxicola rubetra) ;
- trois poissons : le Chabot commun (Cottus gobio), la Lamproie de Planer (Lampetra  planeri) et le Toxostome (Parachondrostoma toxostoma) ;
- un reptile : la Cistude (Emys orbicularis).

Vingt-neuf autres espèces animales (quatre mammifères et vingt-cinq oiseaux) y ont été recensées.